# Mogura Like
Mogura Like (モグラライク) – singel zespołu Puffy AmiYumi wydany 12 kwietnia 2006.

## Lista utworów
1. モグラライク (Mogura Like, "Mole Like")
2. モグラ (Mogura, "Mole")